# 宋惠民 (1937年)
宋惠民（1937年—），男，汉族，吉林长春人，中国画家，曾任鲁迅美术学院院长、教授，中国美术家协会理事。